# Klewancowo
Klewancowo (ros. Клеванцово) – wieś (dieriewnia) w Rosji, w obwodzie kostromskim, w rejonie ostrowskim. W 2010 liczyła 318 mieszkańców.